# 2,4-Diklorfenoxiättiksyra
2,4-Diklorfenoxiättiksyra (2,4-D) är en kemisk substans som ingår i herbicider. Det är ett klorderivat av fenoxiättiksyra.

## Historia
Diklorfenoxiättiksyra utvecklades i Storbritannien under andra världskriget. När det kom ut på marknaden 1946 var det den första selektiva herbiciden som enbart angrep tvåhjärtbladiga växter och lämnade enhjärtbladiga växter oberörda.

## Framställning
Diklorfenoxiättiksyra framställs av klorättiksyra (CH2ClCOOH) och 2,4-diklorfenol (C6H3Cl2OH).
{\displaystyle {\rm {CH_{2}ClCOOH+C_{6}H_{3}Cl_{2}OH\rightarrow C_{6}H_{3}Cl_{2}OCH_{2}COOH+HCl}}}

## Användning
Det ingick tidigare i bland annat det amerikanska Agent Orange och det svenska Hormoslyr. Andra svenska preparat med ämnet var Comiherb, Punkt och Spot ogräsmedel. 2,4-D var länge förbjudet i Sverige, men sedan 2016 tillåts det i kombination med andra aktiva substanser under produktnamnet Mustang Forte.